# Телімерки
Теліме́рки (рос. Телимерки, ерз. Телимерки) — присілок у складі Теньгушевського району Мордовії, Росія. Входить до складу Теньгушевського сільського поселення.
Населення — 92 особи (2010; 123 у 2002).
Національний склад (станом на 2002 рік):
- росіяни — 96 %